# Kanton Lugny
Der Kanton Lugny war bis 2015 ein französischer Wahlkreis im Arrondissement Mâcon, im Département Saône-et-Loire und in der Region Burgund. Sein Hauptort war Lugny. Vertreter im Generalrat des Départements war zuletzt von 2004 bis 2015 André Peulet (PS).
Der Kanton war 144,94 km² groß und hatte 7125 Einwohner (1999), was einer Bevölkerungsdichte von 51 Einwohnern pro km² entsprach. Er lag im Mittel 235 Meter über Normalnull, zwischen 168 Metern in Saint-Albain und 550 Metern in Azé. 

## Gemeinden
Der Kanton bestand aus 16 Gemeinden:
| Gemeinde                  | Einwohner Jahr | Fläche km² | Bevölkerungsdichte | Code INSEE | Postleitzahl |
| ------------------------- | -------------- | ---------- | ------------------ | ---------- | ------------ |
| Azé                       | 1.030 (2013)   | –          | – Einw./km²        | 71016      | 71260        |
| Bissy-la-Mâconnaise       | 209 (2013)     | –          | – Einw./km²        | 71035      | 71260        |
| Burgy                     | 113 (2013)     | –          | – Einw./km²        | 71066      | 71260        |
| Chardonnay                | 199 (2013)     | –          | – Einw./km²        | 71100      | 71700        |
| Clessé                    | 819 (2013)     | –          | – Einw./km²        | 71135      | 71260        |
| Cruzille                  | 256 (2013)     | –          | – Einw./km²        | 71156      | 71260        |
| Grevilly                  | 34 (2013)      | –          | – Einw./km²        | 71226      | 71700        |
| Lugny                     | 894 (2013)     | –          | – Einw./km²        | 71267      | 71260        |
| Montbellet                | 806 (2013)     | –          | – Einw./km²        | 71305      | 71260        |
| Péronne                   | 659 (2013)     | –          | – Einw./km²        | 71345      | 71260        |
| Saint-Albain              | 515 (2013)     | –          | – Einw./km²        | 71383      | 71260        |
| Saint-Gengoux-de-Scissé   | 602 (2013)     | –          | – Einw./km²        | 71416      | 71260        |
| Saint-Maurice-de-Satonnay | 456 (2013)     | –          | – Einw./km²        | 71460      | 71260        |
| La Salle                  | 562 (2013)     | –          | – Einw./km²        | 71494      | 71260        |
| Viré                      | 1.113 (2013)   | –          | – Einw./km²        | 71584      | 71260        |
| Fleurville                | 493 (2013)     | –          | – Einw./km²        | 71591      | 71260        |

## Bevölkerungsentwicklung
| 1962 | 1968 | 1975 | 1982 | 1990 | 1999 | 2007 |
| ---- | ---- | ---- | ---- | ---- | ---- | ---- |
| 5786 | 6205 | 6071 | 6740 | 7118 | 7420 | 8267 |